# Arvest Bank
Arvest Bank, tidigare McIlroy Bank & Trust Company och McIlroy Bank & Trust, är en amerikansk bank som är verksamma i de amerikanska delstaterna Arkansas (99 bankkontor), Kansas (10), Missouri (39) och Oklahoma (79). År 2003 ägde släkten Walton, som kontrollerar världens största detaljhandelskedja Walmart, banken till 96,14%.

## Historik
Banken grundades den 1 januari 1871 som McIlroy Bank & Trust Company. Den 12 juli 1976 beslutade man att ta bort Company från företagsnamnet. Den 12 mars 1996 blev banken medlem i USA:s centralbankssystem Federal Reserve System. Den 15 november 2001 fick banken sitt nuvarande namn.